# Wrecking Ball Tour
Wrecking Ball World Tour fue una gira musical de Bruce Springsteen y The E Street Band para promocionar el álbum de estudio Wrecking Ball, publicado el 5 de marzo de 2012. La gira, la primera sin Clarence Clemons, saxofonista y miembro fundador de la E Street Band que murió el 18 de junio de 2011, fue la más larga en la carrera de Springsteen, al tocar en 26 países, así como uno de sus más exitosas, con más de 3,5 millones de entradas vendidas.
En un intento por rellenar el hueco dejado por Clemons, Springsteen añadió una sección de vientos que incluyó a su sobrino, Jake Clemons, así como tres vocalistas, creando la formación más larga del grupo, con diecisiete integrantes, desde la gira Tunnel of Love Express. Los primeros ensayos fueron organizados el 12 de marzo de 2012 en el Convention Hall de Asbury Park, y al igual que en giras anteriores, Patti Scialfa, mujer de Springsteen e integrante del grupo, no apareció en todos los conciertos debido a temas familiares. En el mismo sentido, Steve Van Zandt, que no pudo participar en la etapa por Australia debido al rodaje de la serie de televisión Lillyhammer, fue reemplazado por Tom Morello.
Gran parte de los conciertos de la gira duraron entre tres y tres horas y media, batiendo el récord en Helsinki, Finlandia, al tocar durante 4 horas y 6 minutos de forma ininterrumpida. Además, Springsteen incluyó en los conciertos una larga lista de canciones, y a lo largo de la gira interpretó 215 canciones diferentes, debutando por primera vez algunas de ellas o versionando canciones de otros artistas. Al igual que en la gira Working on a Dream Tour, Springsteen volvió a recoger solicitudes del público, impresas o pintadas en carteles, y durante algunas fechas de 2013 interpretó los álbumes Born to Run, Darkness on the Edge of Town y Born in the U.S.A. al completo.
La gira fue nombrada la segunda con más ingresos de 2012 y fue una de las que obtuvo mayor asistencia. La gira Wrecking Ball Tour fue una de las más extensas de la carrera musical de Springsteen, con 133 conciertos repartidos en 26 países y con más de 3,5 millones de entradas vendidas.

## Fechas
| Fecha                    | Ciudad            | País            | Estadio                           |
| ------------------------ | ----------------- | --------------- | --------------------------------- |
| Norteamérica             |                   |                 |                                   |
| 18 de marzo de 2012      | Atlanta           | Estados Unidos  | Philips Arena                     |
| 19 de marzo de 2012      | Greensboro        | Estados Unidos  | Greensboro Coliseum               |
| 23 de marzo de 2012      | Tampa             | Estados Unidos  | Tampa Bay Times Forum             |
| 26 de marzo de 2012      | Boston            | Estados Unidos  | TD Garden                         |
| 28 de marzo de 2012      | Filadelfia        | Estados Unidos  | Wells Fargo Center                |
| 29 de marzo de 2012      | Filadelfia        | Estados Unidos  | Wells Fargo Center                |
| 1 de abril de 2012       | Washington D. C.  | Estados Unidos  | Verizon Center                    |
| 3 de abril de 2012       | East Rutherford   | Estados Unidos  | Izod Center                       |
| 4 de abril de 2012       | East Rutherford   | Estados Unidos  | Izod Center                       |
| 6 de abril de 2012       | Nueva York        | Estados Unidos  | Madison Square Garden             |
| 9 de abril de 2012       | Nueva York        | Estados Unidos  | Madison Square Garden             |
| 12 de abril de 2012      | Detroit           | Estados Unidos  | The Palace of Auburn Hills        |
| 13 de abril de 2012      | Buffalo           | Estados Unidos  | First Niagara Center              |
| 16 de abril de 2012      | Albany            | Estados Unidos  | Times Union Center                |
| 17 de abril de 2012      | Cleveland         | Estados Unidos  | Quicken Loans Arena               |
| 24 de abril de 2012      | San José          | Estados Unidos  | HP Pavilion at San Jose           |
| 26 de abril de 2012      | Los Ángeles       | Estados Unidos  | Los Angeles Memorial Sports Arena |
| 27 de abril de 2012      | Los Ángeles       | Estados Unidos  | Los Angeles Memorial Sports Arena |
| 29 de abril de 2012      | Nueva Orleans     | Estados Unidos  | Fair Grounds Race Course          |
| 2 de mayo de 2012        | Newark            | Estados Unidos  | Prudential Center                 |
| Europa                   |                   |                 |                                   |
| 13 de mayo de 2012       | Sevilla           | España          | Estadio de La Cartuja             |
| 15 de mayo de 2012       | Las Palmas        | España          | Estadio Gran Canaria              |
| 17 de mayo de 2012       | Barcelona         | España          | Estadi Olímpic Lluís Companys     |
| 18 de mayo de 2012       | Barcelona         | España          | Estadi Olímpic Lluís Companys     |
| 25 de mayo de 2012       | Fráncfort de Meno | Alemania        | Commerzbank Arena                 |
| 27 de mayo de 2012       | Colonia           | Alemania        | RheinEnergieStadion               |
| 28 de mayo de 2012       | Landgraaf         | Países Bajos    | Megaland Landgraaf                |
| 30 de mayo de 2012       | Berlín            | Alemania        | Olympia Stadion                   |
| 2 de junio de 2012       | San Sebastián     | España          | Estadio Anoeta                    |
| 3 de junio de 2012       | Lisboa            | Portugal        | Bela Vista Park                   |
| 7 de junio de 2012       | Milán             | Italia          | San Siro                          |
| 10 de junio de 2012      | Florencia         | Italia          | Stadio Artemio Franchi            |
| 11 de junio de 2012      | Trieste           | Italia          | Stadio Nereo Rocco                |
| 17 de junio de 2012      | Madrid            | España          | Estadio Santiago Bernabéu         |
| 19 de junio de 2012      | Montpellier       | Francia         | Park&Suites Arena                 |
| 21 de junio de 2012      | Sunderland        | Reino Unido     | Stadium of Light                  |
| 22 de junio de 2012      | Mánchester        | Reino Unido     | Etihad Stadium                    |
| 24 de junio de 2012      | Isle of Wight     | Reino Unido     | Seaclose Park                     |
| 4 de julio de 2012       | París             | Francia         | Palais Omnisports de Paris-Bercy  |
| 5 de julio de 2012       | París             | Francia         | Palais Omnisports de Paris-Bercy  |
| 7 de julio de 2012       | Roskilde          | Dinamarca       | Dyrskuepladsen                    |
| 9 de julio de 2012       | Zúrich            | Suiza           | Letzigrund                        |
| 11 de julio de 2012      | Praga             | República Checa | Synot Tip Arena                   |
| 12 de julio de 2012      | Viena             | Austria         | Ernst Happel Stadion              |
| 14 de julio de 2012      | Londres           | Reino Unido     | Hyde Park                         |
| 17 de julio de 2012      | Dublín            | Irlanda         | RDS Arena                         |
| 18 de julio de 2012      | Dublín            | Irlanda         | RDS Arena                         |
| 21 de julio de 2012      | Oslo              | Noruega         | Valle Hovin                       |
| 23 de julio de 2012      | Bergen            | Noruega         | Koengen                           |
| 24 de julio de 2012      | Bergen            | Noruega         | Koengen                           |
| 27 de julio de 2012      | Gothenburg        | Suecia          | Ullevi                            |
| 28 de julio de 2012      | Gothenburg        | Suecia          | Ullevi                            |
| 31 de julio de 2012      | Helsinki          | Finlandia       | Helsinki Olympic Stadium          |
| Norteamérica             |                   |                 |                                   |
| 14 de agosto de 2012     | Boston            | Estados Unidos  | Fenway Park                       |
| 15 de agosto de 2012     | Boston            | Estados Unidos  | Fenway Park                       |
| 18 de agosto de 2012     | Foxborough        | Estados Unidos  | Gillette Stadium                  |
| 24 de agosto de 2012     | Toronto           | Canadá          | Rogers Centre                     |
| 26 de agosto de 2012     | Moncton           | Canadá          | Magnetic Hill Concert Site        |
| 29 de agosto de 2012     | Vernon            | Estados Unidos  | Vernon Downs Raceway              |
| 2 de septiembre de 2012  | Filadelfia        | Estados Unidos  | Citizens Bank Park                |
| 3 de septiembre de 2012  | Filadelfia        | Estados Unidos  | Citizens Bank Park                |
| 7 de septiembre de 2012  | Chicago           | Estados Unidos  | Wrigley Field                     |
| 8 de septiembre de 2012  | Chicago           | Estados Unidos  | Wrigley Field                     |
| 14 de septiembre de 2012 | Washington D. C.  | Estados Unidos  | Nationals Park                    |
| 19 de septiembre de 2012 | East Rutherford   | Estados Unidos  | MetLife Stadium                   |
| 21 de septiembre de 2012 | East Rutherford   | Estados Unidos  | MetLife Stadium                   |
| 22 de septiembre de 2012 | East Rutherford   | Estados Unidos  | MetLife Stadium                   |
| 19 de octubre de 2012    | Ottawa            | Canadá          | Scotiabank Place                  |
| 21 de octubre de 2012    | Hamilton          | Canadá          | Copps Coliseum                    |
| 23 de octubre de 2012    | Charlottesville   | Estados Unidos  | John Paul Jones Arena             |
| 25 de octubre de 2012    | Hartford          | Estados Unidos  | XL Center                         |
| 27 de octubre de 2012    | Pittsburgh        | Estados Unidos  | Consol Energy Center              |
| 31 de octubre de 2012    | Rochester         | Estados Unidos  | Blue Cross Arena                  |
| 1 de noviembre de 2012   | University Park   | Estados Unidos  | Bryce Jordan Center               |
| 3 de noviembre de 2012   | Louisville        | Estados Unidos  | KFC Yum! Center                   |
| 11 de noviembre de 2012  | St. Paul          | Estados Unidos  | Xcel Energy Center                |
| 12 de noviembre de 2012  | St. Paul          | Estados Unidos  | Xcel Energy Center                |
| 15 de noviembre de 2012  | Omaha             | Estados Unidos  | CenturyLink Center Omaha          |
| 17 de noviembre de 2012  | Kansas City       | Estados Unidos  | Sprint Center                     |
| 19 de noviembre de 2012  | Denver            | Estados Unidos  | Pepsi Center                      |
| 26 de noviembre de 2012  | Vancouver         | Canadá          | Rogers Arena                      |
| 28 de noviembre de 2012  | Portland          | Estados Unidos  | Rose Garden Arena                 |
| 30 de noviembre de 2012  | Oakland           | Estados Unidos  | Oracle Arena                      |
| 4 de diciembre de 2012   | Anaheim           | Estados Unidos  | Honda Center                      |
| 6 de diciembre de 2012   | Glendale          | Estados Unidos  | Jobing.com Arena                  |
| 10 de diciembre de 2012  | Ciudad de México  | México          | Palacio de los Deportes de México |
| 12 de diciembre de 2012  | Nueva York        | Estados Unidos  | Madison Square Garden             |
| Australia                |                   |                 |                                   |
| 14 de marzo de 2013      | Brisbane          | Australia       | Brisbane Entertainment Center     |
| 16 de marzo de 2013      | Brisbane          | Australia       | Brisbane Entertainment Center     |
| 18 de marzo de 2013      | Sídney            | Australia       | Allphones Arena                   |
| 20 de marzo de 2013      | Sídney            | Australia       | Allphones Arena                   |
| 22 de marzo de 2013      | Sídney            | Australia       | Allphones Arena                   |
| 24 de marzo de 2013      | Melbourne         | Australia       | Rod Laver Arena                   |
| 26 de marzo de 2013      | Melbourne         | Australia       | Rod Laver Arena                   |
| 27 de marzo de 2013      | Melbourne         | Australia       | Rod Laver Arena                   |
| 30 de marzo de 2013      | Macedon           | Australia       | Hanging Rock                      |
| 31 de marzo de 2013      | Macedon           | Australia       | Hanging Rock                      |
| Europa                   |                   |                 |                                   |
| 29 de abril de 2013      | Bærum             | Noruega         | Telenor Arena                     |
| 30 de abril de 2013      | Bærum             | Noruega         | Telenor Arena                     |
| 3 de mayo de 2013        | Estocolmo         | Suecia          | Friends Arena                     |
| 4 de mayo de 2013        | Estocolmo         | Suecia          | Friends Arena                     |
| 7 de mayo de 2013        | Turku             | Finlandia       | HK Arena                          |
| 8 de mayo de 2013        | Turku             | Finlandia       | HK Arena                          |
| 11 de mayo de 2013       | Estocolmo         | Suecia          | Friends Arena                     |
| 14 de mayo de 2013       | Copenhague        | Dinamarca       | Parken Stadium                    |
| 16 de mayo de 2013       | Herning           | Dinamarca       | Jyske Bank Boxen                  |
| 23 de mayo de 2013       | Nápoles           | Italia          | Piazza del Plebiscito             |
| 26 de mayo de 2013       | Múnich            | Alemania        | Olympiastadion                    |
| 28 de mayo de 2013       | Hannover          | Alemania        | AWD-Arena                         |
| 31 de mayo de 2013       | Padua             | Italia          | Stadio Euganeo                    |
| 3 de junio de 2013       | Milán             | Italia          | San Siro                          |
| 15 de junio de 2013      | Londres           | Inglaterra      | Estadio de Wembley                |
| 18 de junio de 2013      | Glasgow           | Escocia         | Hampden Park                      |
| 20 de junio de 2013      | Coventry          | Inglaterra      | Ricoh Arena                       |
| 22 de junio de 2013      | Nijmegen          | Dinamarca       | Goffertpark                       |
| 26 de junio de 2013      | Gijón             | España          | El Molinón                        |
| 29 de junio de 2013      | París             | Francia         | Stade de France                   |
| 30 de junio de 2013      | Londres           | Inglaterra      | Queen Elizabeth Olympic Park      |
| 3 de julio de 2013       | Génova            | Suiza           | Stade de Genève                   |
| 5 de julio de 2013       | Mönchengladbach   | Alemania        | Borussia-Park                     |
| 7 de julio de 2013       | Leipzig           | Alemania        | Leipzig Arena                     |
| 11 de julio de 2013      | Roma              | Italia          | Ippodromo delle Capannelle        |
| 13 de julio de 2013      | Werchter          | Bélgica         | Werchter Festival Grounds         |
| 16 de julio de 2013      | Limerick          | Irlanda         | Thomond Park                      |
| 18 de julio de 2013      | Cork              | Irlanda         | Páirc Uí Chaoimh                  |
| 20 de julio de 2013      | Belfast           | Irlanda         | King's Hall                       |
| 23 de julio de 2013      | Cardiff           | Gales           | Millennium Stadium                |
| 24 de julio de 2013      | Leeds             | Inglaterra      | Leeds Arena                       |
| 27 de julio de 2013      | Kilkenny          | Irlanda         | Nowlan Park                       |
| 28 de julio de 2013      | Kilkenny          | Irlanda         | Nowlan Park                       |
| Sudamérica               |                   |                 |                                   |
| 12 de septiembre de 2013 | Santiago de Chile | Chile           | Movistar Arena                    |
| 14 de septiembre de 2013 | Buenos Aires      | Argentina       | Estadio G.E.B.A.                  |
| 18 de septiembre de 2013 | São Paulo         | Brasil          | Espaço Das Americas               |
| 21 de septiembre de 2013 | Río de Janeiro    | Brasil          | Cidade do Rock                    |

## Información de taquilla
| País            | Sede                             | Ciudad           | Entradas vendidas | Entradas disponibles | Porcentaje de venta | Ingresos brutos ($) |
| --------------- | -------------------------------- | ---------------- | ----------------- | -------------------- | ------------------- | ------------------- |
| Estados Unidos  | Philips Arena                    | Atlanta          | 14 959            | 17 700               | 86%                 | 1 382 345           |
| Estados Unidos  | Greensboro Coliseum              | Greensboro       | 12 919            | 15 400               | 94%                 | 1 169 147           |
| Estados Unidos  | Tampa Bay Times Forum            | Tampa            | 16 615            | 18,987               | 88%                 | 1 463 180           |
| Estados Unidos  | TD Garden                        | Boston           | 16 779            | 16 779               | 100%                | 1 577 847           |
| Estados Unidos  | Wells Fargo Center               | Filadelfia       | 38 034            | 38 034               | 100%                | 3 647 374           |
| Estados Unidos  | Verizon Center                   | Washington D. C. | 17 699            | 17 699               | 100%                | 1 692 142           |
| Estados Unidos  | Izod Center                      | East Rutherforrd | 38 068            | 38 068               | 100%                | 3 663 374           |
| Estados Unidos  | Madison Square Garden            | Nueva York       | 38 828            | 38 828               | 100%                | 3 524 874           |
| Estados Unidos  | The Palace of Auburn Hills       | Auburn Hills     | 15 607            | 15 607               | 100%                | 1 272 044           |
| Estados Unidos  | First Niagara Center             | Buffalo          | 18 344            | 18 344               | 100%                | 1 508 680           |
| Estados Unidos  | Times Union Center               | Albany           | 14 962            | 14 962               | 100%                | 1 401 386           |
| Estados Unidos  | Quicken Loans Arena              | Cleveland        | 18,624            | 18,624               | 100%                | 1,565,518           |
| Estados Unidos  | HP Pavilion                      | San Jose         | 15 716            | 17 170               | 92%                 | 1 515 818           |
| Estados Unidos  | Los Angeles Sports Arena         | Los Ángeles      | 32 758            | 32 758               | 100%                | 3 051 752           |
| Estados Unidos  | Prudential Center                | Newark           | 16 934            | 16 934               | 100%                | 1 516 758           |
| España          | Estadio Olímpico                 | Sevilla          | 22 045            | 30 785               | 72%                 | 1 798 678           |
| España          | Estadio de Gran Canaria          | Las Palmas       | 23 908            | 30 000               | 80%                 | 1 861 267           |
| España          | Estadi Olímpic Lluis Companys    | Barcelona        | 79 430            | 86 000               | 92%                 | 6 692 818           |
| Alemania        | Commerzbank-Arena                | Frankfurt        | 40 219            | 40 219               | 100%                | 3 759 361           |
| Alemania        | RheinEnergieStadion              | Cologne          | 40 417            | 40 417               | 100%                | 3 786 222           |
| Alemania        | Olympiastadion                   | Berlín           | 55 491            | 55 491               | 100%                | 4 514 798           |
| España          | Estadio de Anoeta                | San Sebastián    | 45 442            | 45 442               | 100%                | 4 068 870           |
| Italia          | Stadio San Siro                  | Milán            | 57 149            | 57 149               | 100%                | $3,855,255          |
| Italia          | Stadio Artemio Franchi           | Florence         | 42 658            | 42 658               | 100%                | 2 840 374           |
| Italia          | Stadio Nereo Rocco               | Trieste          | 28 109            | 28 109               | 100%                | 2 232 817           |
| España          | Estadio Santiago Bernabéu        | Madrid           | 54 639            | 54 639               | 100%                | 4 971 750           |
| Francia         | Park & Suites Arena              | Montpellier      | 13 289            | 13 289               | 100%                | 1 301 350           |
| Reino Unido     | Stadium of Light                 | Sunderland       | 41 564            | 52 900               | 79%                 | 3 693 333           |
| Reino Unido     | Etihad Stadium                   | Mánchester       | 52 546            | 52 546               | 100%                | 4 601 284           |
| Francia         | Palais Omnisports de Paris-Bercy | París            | 33 224            | 33 224               | 100%                | 3 259 155           |
| Suiza           | Letzigrund                       | Zúrich           | 41 560            | 41 560               | 100%                | 5 193 564           |
| República Checa | Synot Tip Arena                  | Praga            | 22 200            | 22 200               | 100%                | 1 639 087           |
| Austria         | Ernst Happel Stadion             | Viena            | 50 293            | 50 293               | 100%                | 4 502 648           |
| Reino Unido     | Hyde Park                        | Londres          | 76 656            | 76 656               | 100%                | 7 138 184           |
| Irlanda         | RDS Arena                        | Dublín           | 76 000            | 76 000               | 100%                | 7 6103 27           |
| Suecia          | Valle Hovin                      | Oslo             | 39 984            | 39 984               | 100%                | 4 874 294           |
| Noruega         | Koengen                          | Bergen           | 44 068            | 44 068               | 100%                | 5 353 738           |
| Suecia          | Ullevi Stadium                   | Gothenburg       | 131 606           | 131 606              | 100%                | 11 968 672          |
| Finlandia       | Olympiastadion                   | Helsinki         | 43 534            | 43 534               | 100%                | 3 988 494           |
| Estados Unidos  | Fenway Park                      | Boston           | 59 644            | 59 644               | 100%                | 5 646 102           |
| Estados Unidos  | Gillette Stadium                 | Foxboro          | 49 621            | 50 000               | 99%                 | 4 548 896           |
| Canadá          | Rogers Centre                    | Toronto          | 38 986            | 40 000               | 97%                 | 3 672 176           |
| Canadá          | Magnetic Hill Concert Site       | Moncton          | 30 200            | 30 200               | 100%                | 3 400 901           |
| Canadá          | Vernon Downs Raceway             | Vernon           | 15 595            | 20 000               | 78%                 | 1 475 410           |
| Estados Unidos  | Citizens Bank Park               | Filadelfia       | 73 296            | 78 200               | 93%                 | 6 644 578           |
| Estados Unidos  | Wrigley Field                    | Chicago          | 84 218            | 84 218               | 100%                | 7 090 141           |
| Estados Unidos  | Nationals Park                   | Washington D. C. | 36 525            | 36 525               | 100%                | 3 305 920           |
| Estados Unidos  | MetLife Stadium                  | East Rutherford  | 152 290           | 159 000              | 95%                 | 14 409 760          |
| Canadá          | Scotiabank Place                 | Ottawa           | 16 271            | 16 271               | 100%                | 1 678 662           |
| Canadá          | Copps Coliseum                   | Hamilton         | 16 115            | 18 238               | 88%                 | 1 764 732           |
| Estados Unidos  | John Paul Jones Arena            | Charlottesville  | 9 931             | 13 000               | 76%                 | 921 996             |
| Estados Unidos  | XL Center                        | Hartford         | 14 042            | 15 800               | 89%                 | 1 329 751           |
| Estados Unidos  | CONSOL Energy Center             | Pittsburgh       | 17 956            | 17 956               | 100%                | 1 692 278           |
| Estados Unidos  | Blue Cross Arena                 | Rochester        | 10 405            | 12 323               | 84%                 | 1 008 272           |
| Estados Unidos  | Bryce Jordan Center              | University Park  | 12 078            | 15 458               | 78%                 | 1 220 455           |
| Estados Unidos  | KFC Yum! Center                  | Louisville       | 16 699            | 20 491               | 83%                 | 1 394 816           |
| Estados Unidos  | Xcel Energy Center               | St. Paul         | 28 228            | 28 228               | 100%                | 2 708 266           |
| Estados Unidos  | CenturyLink Center               | Omaha            | 10 269            | 10 269               | 100%                | 947 630             |
| Estados Unidos  | Sprint Center                    | Kansas City      | 13 875            | 13 875               | 100%                | 1 094 111           |
| Estados Unidos  | Pepsi Center                     | Denver           | 14 027            | 17 260               | 81%                 | 1 284 576           |
| Estados Unidos  | Rogers Arena                     | Vancouver        | 17 009            | 17 009               | 100%                | 1 824 330           |
| Estados Unidos  | Rose Garden                      | Portland         | 13 790            | 14 798               | 93%                 | 1 260 800           |
| Estados Unidos  | Oracle Arena                     | Oakland          | 16 268            | 17 400               | 93%                 | 1 499 818           |
| Estados Unidos  | Honda Center                     | Anaheim          | 13 743            | 13 800               | 99%                 | 1 279 194           |
| Estados Unidos  | Jobing.com Arena                 | Glendale         | 12 660            | 12 660               | 100%                | 1 197 272           |
| México          | Palacio de los Deportes          | Ciudad de México | 7 690             | 12 000               | 68%                 | 366 479             |
| Australia       | Brisbane Entertainment Centre    | Brisbane         | 24 493            | 24 493               | 100%                | 4 289 920           |
| Australia       | Allphones Arena                  | Sídney           | 47 796            | 48 000               | 99%                 | 7 966 677           |
| Australia       | Rod Laver Arena                  | Melbourne        | 46 740            | 46 740               | 100%                | 7 662 705           |
| Australia       | Hanging Rock                     | Woodend          | 34 142            | 34 142               | 100%                | 5 395 624           |
| Noruega         | Telenor Arena                    | Oslo             | 43 918            | 43 918               | 100%                | 5 836 045           |
| Suecia          | Friends Arena                    | Estocolmo        | 164 325           | 164 325              | 100%                | 16 332 099          |
| Finlandia       | HK Areena                        | Turku            | 18 558            | 18 558               | 100%                | 2 382 847           |
| Dinamarca       | Parken Stadion                   | Copenhague       | 49 017            | 49 017               | 100%                | 5 102 138           |
| Dinamarca       | Jyske Bank Boxen                 | Herning          | 14 938            | 14 938               | 100%                | 1 828 163           |
| Italia          | Piazza del Plebiscito            | Nápoles          | 11 647            | 15 000               | 78%                 | 951 459             |
| Alemania        | Olympiastadion                   | Múnich           | 41 579            | 41 579               | 100%                | 3 958 563           |
| Alemania        | AWD-Arena                        | Hannover         | 36 859            | 37 000               | 99%                 | 3 876 987           |
| Italia          | Stadio Euganeo                   | Padova           | 36 208            | 40 000               | 90%                 | 3 102 414           |
| Italia          | Stadio San Siro                  | Milán            | 56 670            | 56 670               | 100%                | 4 209 027           |
| Reino Unido     | Wembley Stadium                  | Londres          | 70 425            | 70 425               | 100%                | 6 479 237           |
| Reino Unido     | Hampden Park                     | Glasgow          | 44 000            | 46 988               | 94%                 | 4 182 184           |
| Reino Unido     | Ricoh Arena                      | Coventry         | 37 262            | 37 262               | 100%                | 3 480 677           |
| Países Bajos    | Goffertpark                      | Nijmegen         | 64 900            | 64 900               | 100%                | 6 309 898           |
| España          | Estadio Municipal El Molinon     | Gijón            | 30 571            | 30 571               | 100%                | 2 624 674           |
| Francia         | Stade de France                  | París            | 61 867            | 61 867               | 100%                | 5 785 660           |
| Suiza           | Stade de Geneve                  | Geneva           | 22 391            | 40 000               | 52%                 | 3 115 860           |
| Alemania        | Stadion im Borussia-Park         | Monchengladbach  | 34 050            | 37 800               | 90%                 | 3 809 644           |
| Alemania        | Red Bull Arena                   | Leipzig          | 46 346            | 46 346               | 100%                | 4 297 021           |
| Italia          | Ippodromo delle Capannelle       | Roma             | 27 024            | 37 000               | 73%                 | 2 261 922           |
| Irlanda         | Thomond Park Stadium             | Limerick         | 28 091            | 28 091               | 100%                | 3 226 410           |
| Irlanda         | Pairc Ui Chaoimh                 | Cork             | 37 328            | 37 328               | 100%                | 4 263 690           |
| Reino Unido     | King's Hall                      | Belfast          | 28 211            | 28 211               | 100%                | 3 131 421           |
| Reino Unido     | Millennium Stadium               | Cardiff          | 27 722            | 29 000               | 96%                 | 2 507 945           |
| Reino Unido     | First Direct Arena               | Leeds            | 11 367            | 11 367               | 100%                | 1 134 415           |
| Irlanda         | Nowlan Park                      | Kilkenny         | 54 292            | 54 292               | 100%                | 6 223 768           |
| TOTAL           | TOTAL                            | TOTAL            | 3 488 955         | 3 566 710            | 98%                 | 368 098 499         |

## Personal
- Bruce Springsteen: voz, guitarra rítmica, guitarra acústica, armónica y piano
- E Street Band:
  - Roy Bittan: piano, acordeón y sintetizador
  - Nils Lofgren: guitarra rítmica, pedal steel guitar, guitarra acústica y coros
  - Patti Scialfa: guitarra acústica, pandereta y coros
  - Garry Tallent: bajo y coros
  - Steven Van Zandt: guitarra rítmica, mandolina, guitarra acústica y coros
  - Max Weinberg: batería
- Soozie Tyrell: violín, guitarra acústica, percusión y coros
- Charles Giordano: órgano, glockenspiel, acordeón y coros
- Tom Morello: guitarra y coros (reemplazando a Van Zandt en la etapa australiana)

- The E Street Horns:
  - Jake Clemons: saxofón, percusión y coros
  - Barry Danielian: trompeta y percusión
  - Clark Gayton: trombón, tuba y percusión
  - Eddie Manion: saxofón y percusión
  - Curt Ramm: trompeta y percusión

- The E Street Choir:
  - Curtis King: coros y pandereta
  - Cindy Mizelle: coros y pandereta
  - Michelle Moore: coros y rapeo en «Rocky Ground»
  - Everett Bradley: percusión y coros

Músicos invitados
- Jared Clemons (3/23/12, 12/6/12)
- Peter Wolf (3/26/12)
- Adele Springsteen (3/29/12. 9/22/12)
- Tom Morello (4/26/12, 4/27/12, 7/14/12, 9/7/12, 9/8/12, 12/4/12, etapa australiana de 2013)
- Dr. John (4/29/12)
- Kevin Buell (5/2/12)
- Garland Jeffreys (5/29/12, 12/6/12)
- Mumford & Sons (5/29/12)
- Elliott Murphy (6/11/12, 5/3/13, 6/29/13)
- Southside Johnny (6/17/12)
- Jessica Springsteen (7/5/12)
- The Roots (7/7/12)
- John Fogerty (7/14/12)
- Paul McCartney (7/14/12)
- Ken Casey (8/15/12)
- Tom Cochrane & Red Rider (8/26/12)
- Olivia Tallent (9/2/12)
- Eddie Vedder (9/7/12, 9/8/12)
- Ali Weinberg (9/14/12, 7/28/13)
- Vini "Mad Dog" Lopez (9/19/12)
- Gary U.S. Bonds (9/21/12, 9/22/12)
- Ginny Springsteen (9/22/12)
- Vivienne Scialfa (9/22/12)
- Mike Scialfa (9/22/12)
- Maureen Van Zandt (9/22/12)
- Joe Grushecky (10/27/12)
- Mike Ness (12/4/12)
- Sam Moore (12/6/12)
- Jimmy Barnes (3/30/13, 3/31/13)
- Jon Landau (5/14/13)
- Gaspard Murphy (6/29/13)
- Jay Weinberg (7/5/13)
- Ben Harper (7/13/13)
- Eric Burdon (7/23/13)
- Glen Hansard (7/27/13)